# Ereunetea translucens
Ereunetea translucens là một loài bướm đêm trong họ Geometridae.